# Cornegliano Laudense
Cornegliano Laudense ist eine Gemeinde mit 2841 Einwohnern (Stand 31. Dezember 2023) in der Provinz Lodi in der italienischen Region Lombardei.

## Ortsteile
Im Gemeindegebiet liegen neben dem Hauptort Muzza Sant’Angelo die Fraktion Cornegliano Laudense, sowie der Wohnplatz Campolungo.

## Söhne und Töchter
- Giovanni Battista della Pietra (1871–1940), Erzbischof und Diplomat des Heiligen Stuhls